# Averla assassina
Averla assassina (Killer Shrike), il cui vero nome è Simon Maddicks, è un personaggio dei fumetti creato da John Warner (testi) e John Buscema (disegni), pubblicato dalla Marvel Comics. È un supercriminale apparso per la prima volta in Rampaging Hulk (vol. 1) n. 1 (gennaio 1977).

## Biografia del personaggio
Simon Maddicks nasce a Williamsburg in Virginia. Dopo una carriera militare viene assunto dalla Roxxon Oil Company, in qualità di mercenario. Per incrementare le proprie abilità si sottopone ad un intervento chirurgico che lo fornisce di un congegno antigravità innestato nella colonna vertebrale. Diviene, quindi, un supercriminale al servizio della Roxxon con il nome di Averla assassina.
La sua prima missione lo vede infiltrarsi nell'organizzazione nota come "Cospirazione" e scontrarsi con l'avventuriero Ulysses Bloodstone che lo sconfigge cortocircuitando le sue armi.
Risvegliatosi dal coma in cui era caduto, viene affiancato, dalla Brand Corporation, al supercriminale Modular Man e si ritrova a combattere l'Uomo Ragno e la Bestia.
Dopo la caduta della Brand Corporation diventa un agente indipendente. Nella saga conosciuta come Atti di vendetta è ingaggiato per attaccare Moon Knight, da cui viene facilmente sconfitto.
È stato per breve tempo agente del Cardinale, all'interno del team di criminali volanti conosciuto come Air Force.
Durante la Guerra segreta di Nick Fury viene potenziato dal Riparatore.Successivamente viene ucciso dal Riparatore con una scossa elettrica mentre guidava reparti dello Shield nel covo di questi.

### Civil War
Durante Civil War è costretto dal Barone Zemo ad entrare a far parte dei Thunderbolts.